# Korça megye
Korça megye (albánul: Qarku i Korçës) Albánia tizenkét megyéjének egyike. A Devoll, Kolonja, Korça, Pogradec és Pustec községekből álló közigazgatási egység székhelye Korça.

## Devoll község
A község népessége 35 000 fő (2004, becslés), területe 429 km², székhelye Bilisht. A Devoll forrásvidékén és felső folyása mentén, a Morava-hegység magashegyvidéki területén fekszik, keletről és délről Görögországgal határos. Északkeleten a Kis-Preszpa-tó egyik nyúlványa határolja. Nagyszámú görög és aromun kisebbség lakja. A kerület a nehezen járható Morava-hegység miatt Albánia felől viszonylag elszigetelődött, de a kapshticai határátkelőhelynek köszönhetően Görögország felé nyitottabb, lakosságának egy része ott dolgozik vendégmunkásként. Hagyományos állattartó vidék.

## Kolonja község
Népessége 17 000 fő (2004, becslés), területe 805 km², székhelye Erseka. Egyéb városa Leskovik. Az Osum és a Vjosa folyása által közrezárt, helyenként a 2500 méteres magasságot is elérő Gramoz-hegységben terül el. A népesség mintegy 10%-a görög és aromun nemzetiségű, 50%-a a bektási muzulmánokhoz tartozik. Lakossága állattartással és erdőgazdálkodással foglalkozik.

## Korça község
Népessége 143 500 fő (2004, becslés), területe 1752 km² (ezzel az ország legnagyobb községe), székhelye Korça. Egyéb városa Maliq. A macedón és a görög határ közelében, a Preszpa-tó délnyugati előterében, magashegyvidéki területen fekszik, csak a Devoll kelet–nyugati folyásirányú völgyében és a Korçai-medencében megy a tengerszint feletti magasság 800 méter alá. A népesség mintegy negyede görög, illetve kisebb részben aromun és macedón nemzetiségű. A kerület székhelyén számottevő cigány lakosság él. Felekezeti megoszlásuk szerint a kerület lakóinak kétharmada muzulmán, ezen belül is főleg bektási. Mezőgazdasági terület, a hegyekben főként az állattartás jellemző, ezenkkivül Korça városa könnyűipari központ.

## Pogradec község
Népessége 71 000 fő (2004, becslés), területe 725 km², székhelye Pogradec. Az Ohridi-tó déli és nyugati partvidékén, hegyektől körbeölelt fennsíkon fekszik. Mezőgazdasági terület, jelentékeny gyümölcs- és szőlőtermesztéssel, emellett a hűs és tiszta vizű Ohridi-tónak köszönhetően egyre felkapottabb turistacélpont.